# Rio Frio e Milhão
Rio Frio e Milhão (Officiellement: União das Freguesias de Rio Frio e Milhão) est une freguesia portugaise du concelho de Bragance avec une superficie de 63,5 km2 pour une population de 364 habitants (2011). Densité: 5,7 hab/km2.

## Histoire
Elle fut constituée en 2013, dans l'action d'une réforme administrative nationale, par la fusion entre les deux anciennes freguesias de Rio Frio et de Milhão.

## Demographie
| Freguesia actuelle | Freguesia actuelle | Freguesia actuelle | Freguesia actuelle | Anciennes freguesias | Anciennes freguesias | Anciennes freguesias | Anciennes freguesias |
| Blason             | Freguesia          | Population         | Superficie(km2)    | Blason               | Freguesia            | Population(2011)     | Superficie(km2)      |
| ------------------ | ------------------ | ------------------ | ------------------ | -------------------- | -------------------- | -------------------- | -------------------- |
|                    | Rio Frio e Milhão  | 364                | 63,5               |                      | Rio Frio             | 203                  | 33,95                |
|                    | Rio Frio e Milhão  | 364                | 63,5               | Milhão               | 161                  | 29,55                |                      |